# Elias Widemann
Elias Widemann (geboren wahrscheinlich 1619 in Augsburg; gestorben 5. Mai 1652 in Wien) war ein österreichischer Kupferstecher, Zeichner und Künstler.

## Leben
Elias Widemann stach zumeist Bildnisse österreichischer und ungarischer Persönlichkeiten. Er war nachweislich ab 1640 in Wien tätig. Er ist auch im Jahr 1641 in Olmütz nachweisbar und war in Prag und in Preßburg tätig. 1652 illustrierte er in Wien für den ungarischen Poeten László Listi die Folge Reges Hungariae ab anno Christi DCI ad annum MDCLII. Ungaris Rhytmis descripti.
Seine Stiche fanden Eingang in private Sammlungen und sind zum Beispiel in Arolser Klebebänden überliefert. J. G. Frenzel katalogisierte 1842 eine Vielzahl von Stichen Widemanns in der Sammlung des Grafen Franz von Sternberg-Manderscheid.

Stiche in den Arolser Klebebänden (Auswahl)
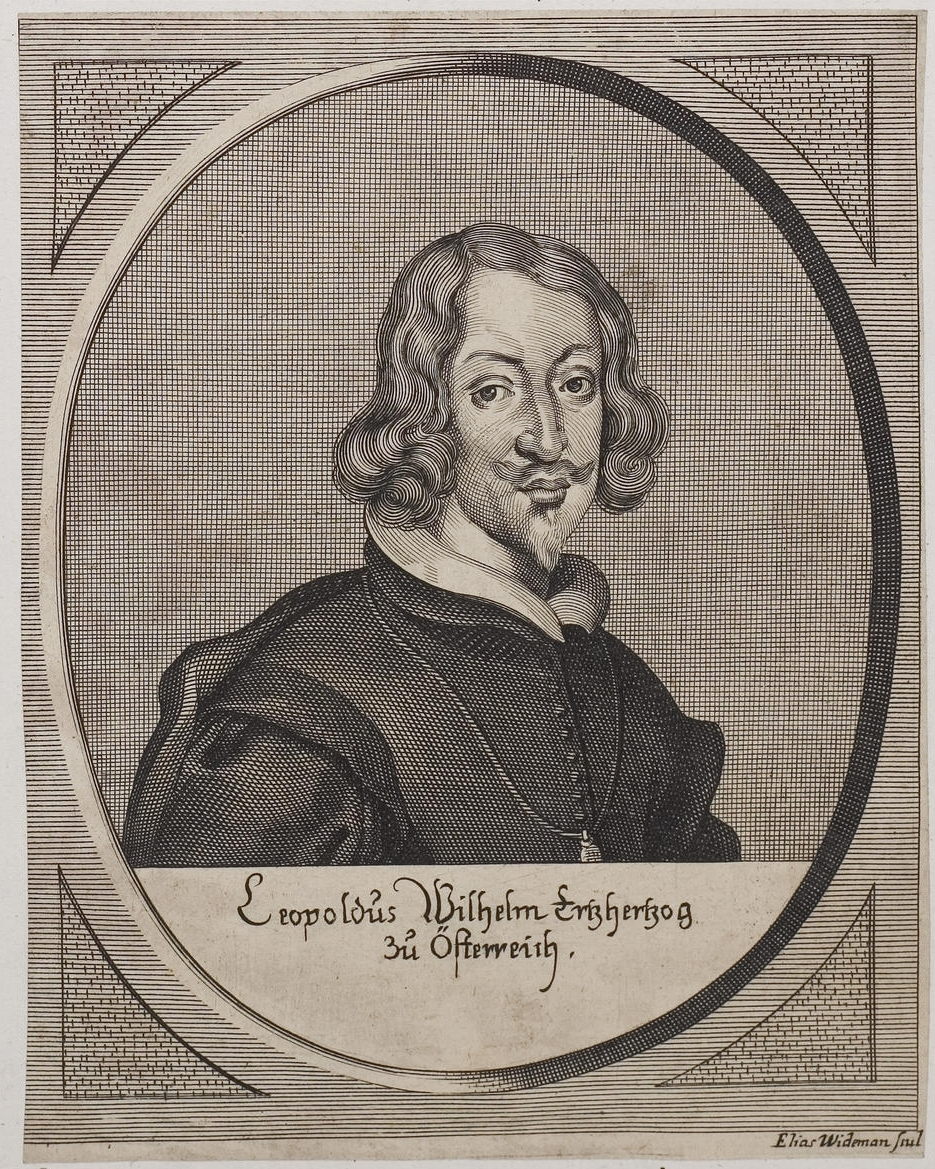
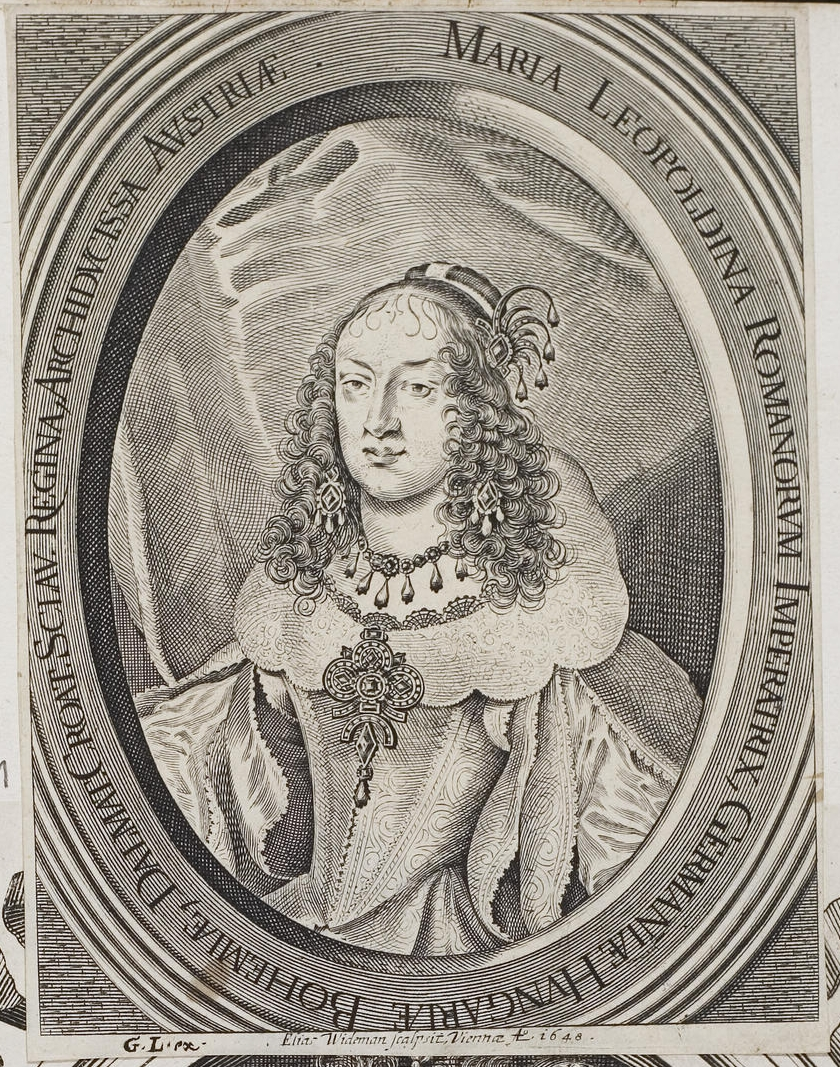
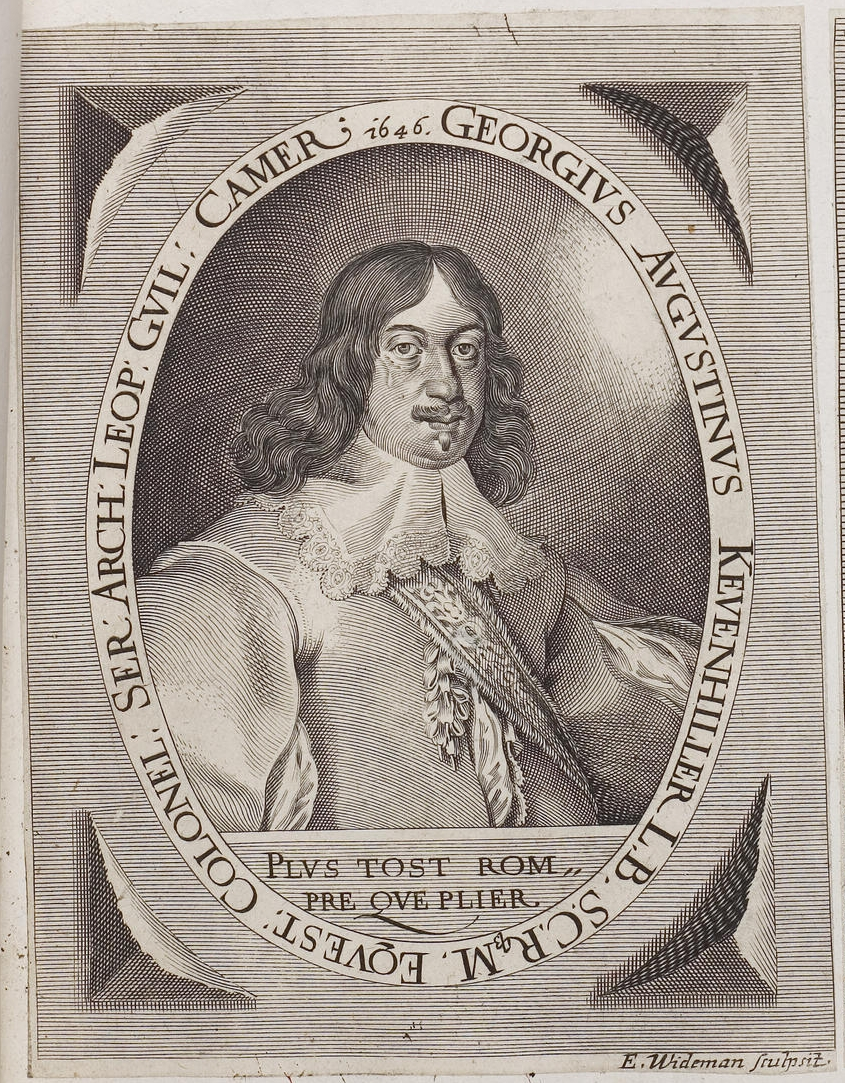
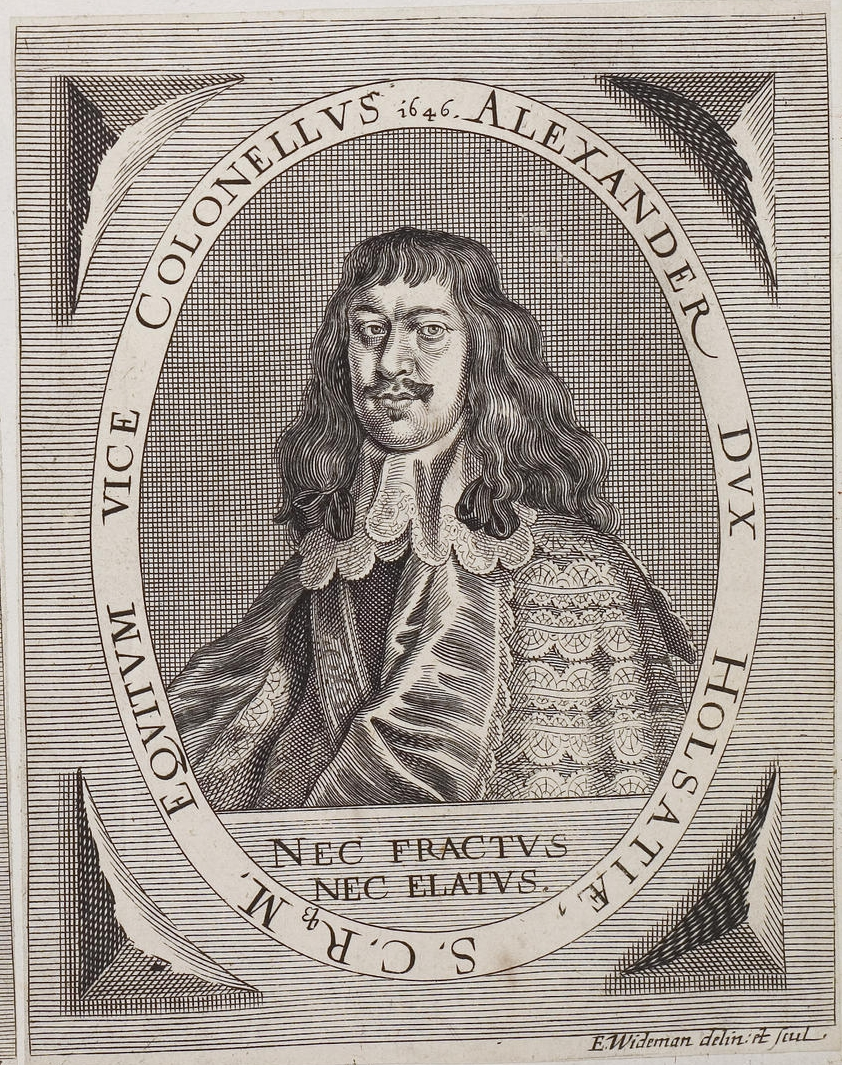

„Icones illustrium heroum Hungariae“ (Auswahl)
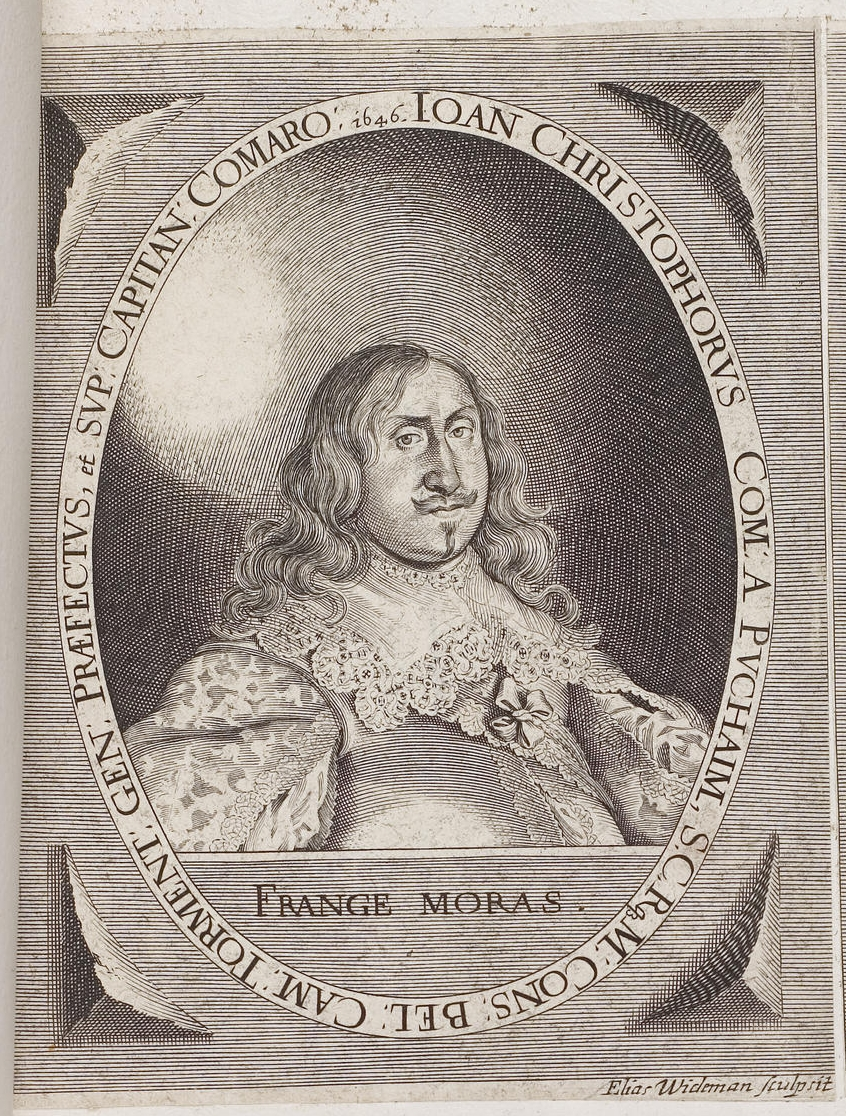
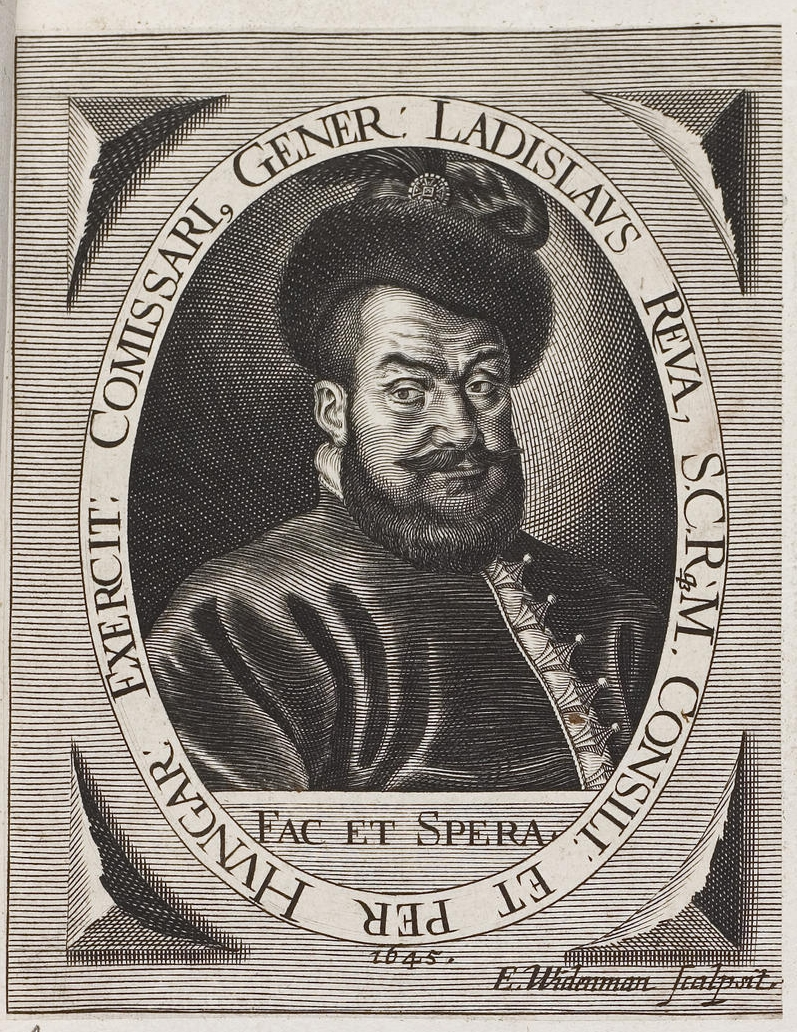
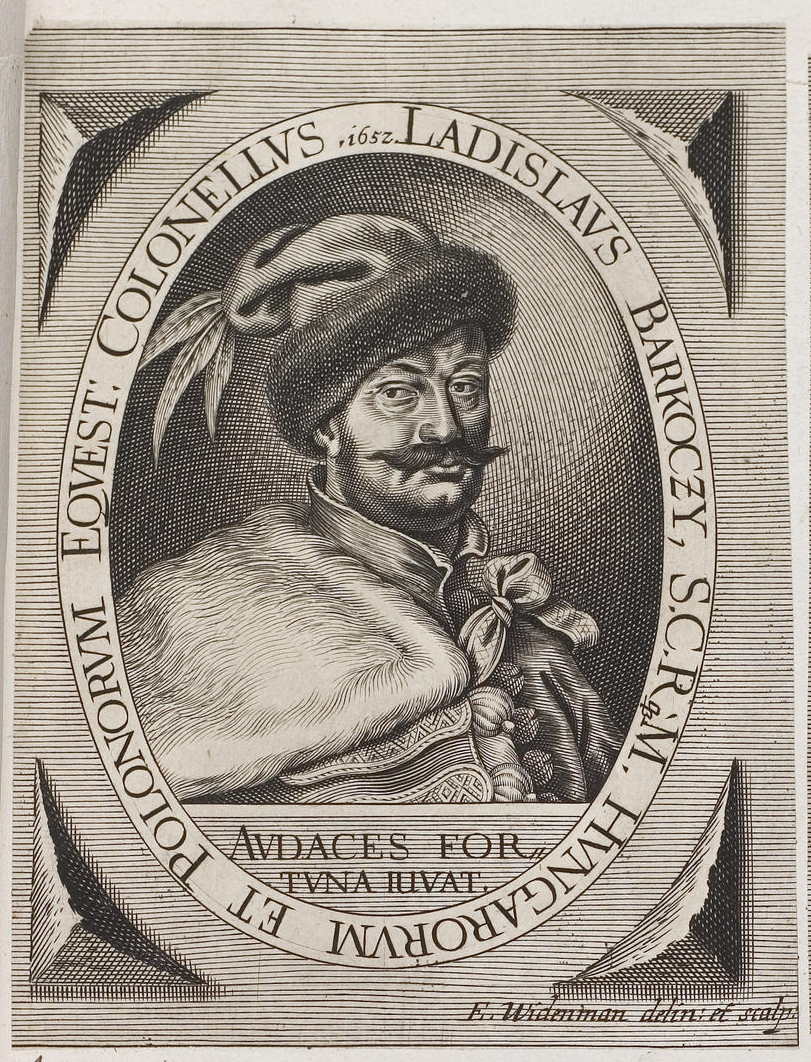
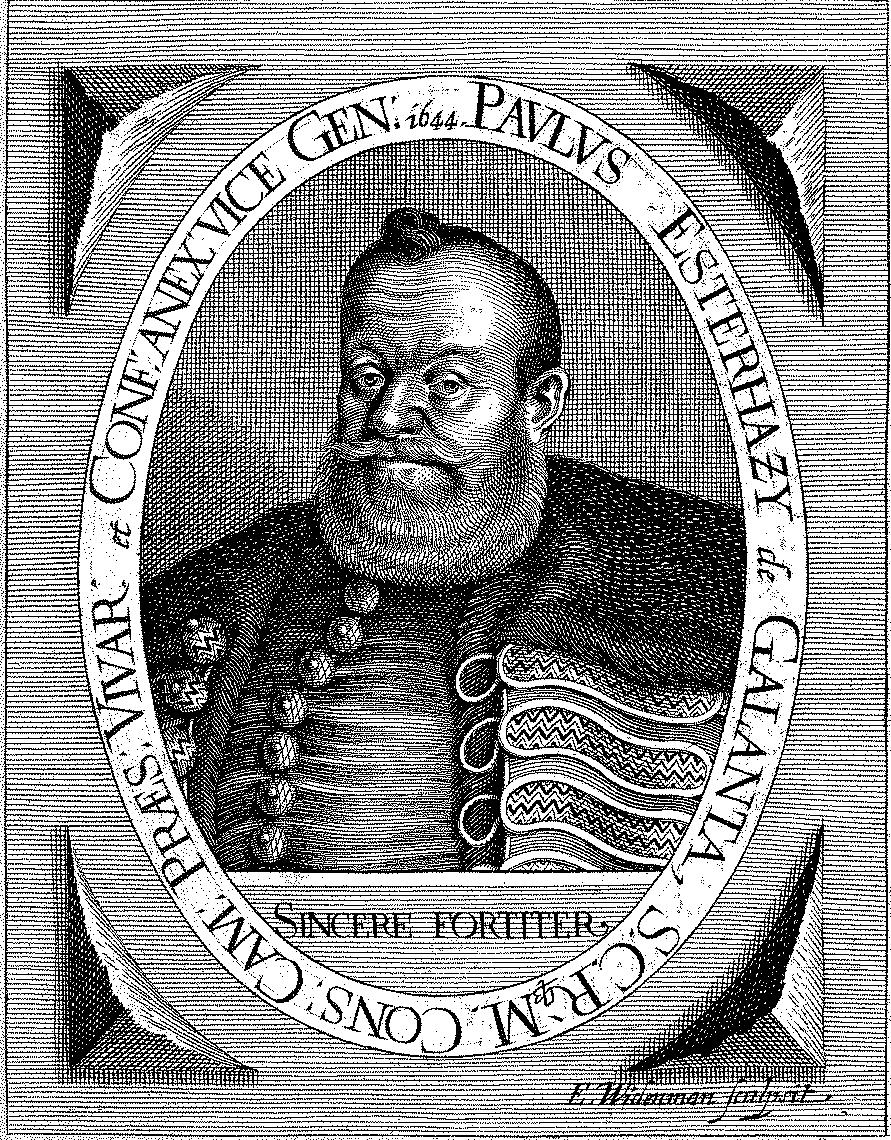

weitere ausgewählte Personen
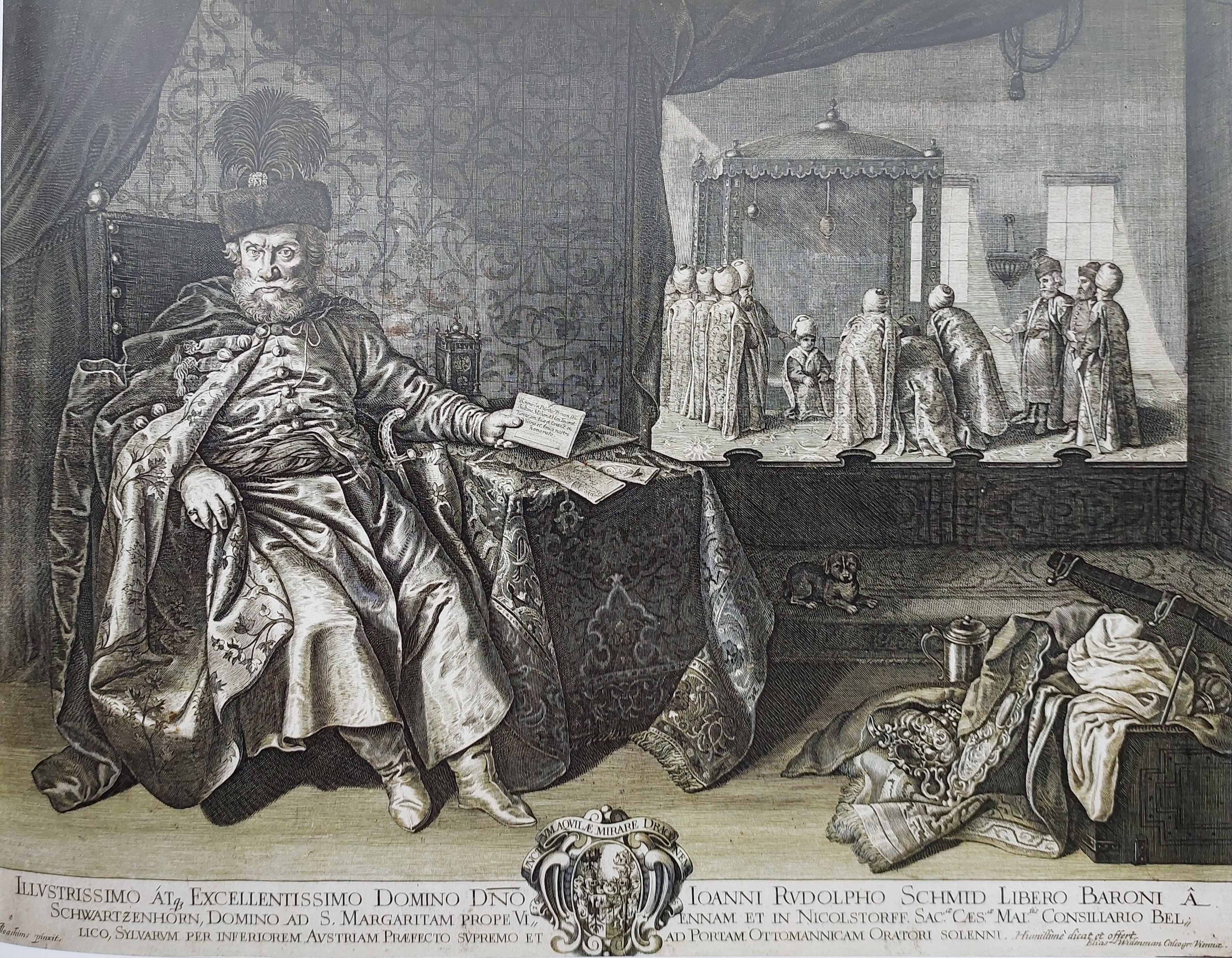
Johann Rudolf Schmid von Schwarzenhorn
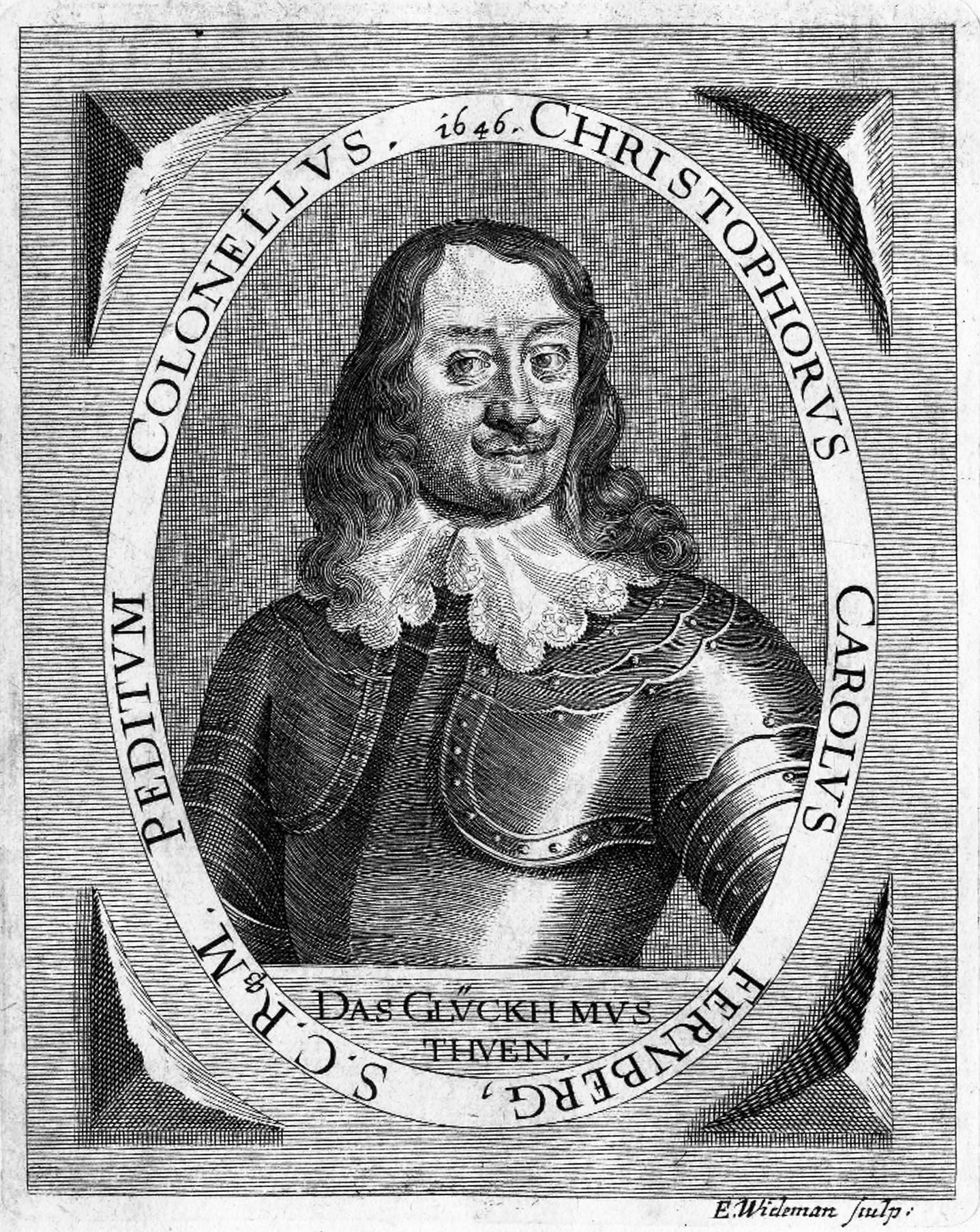
Christoph Carl Fernberger
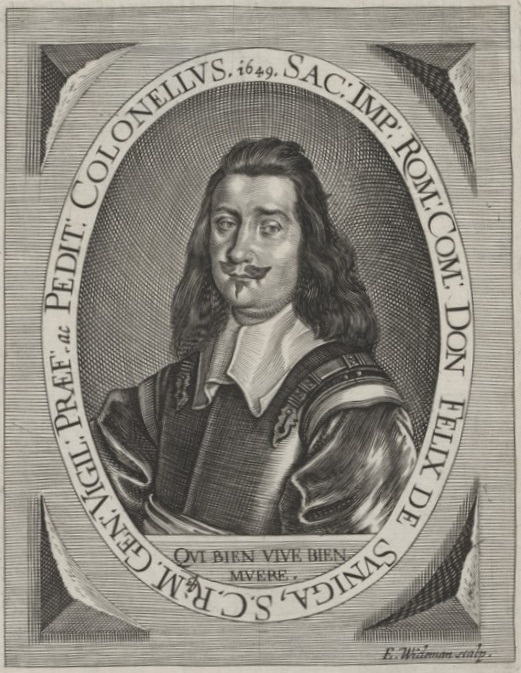
Félix de Zúñiga y Guzmán
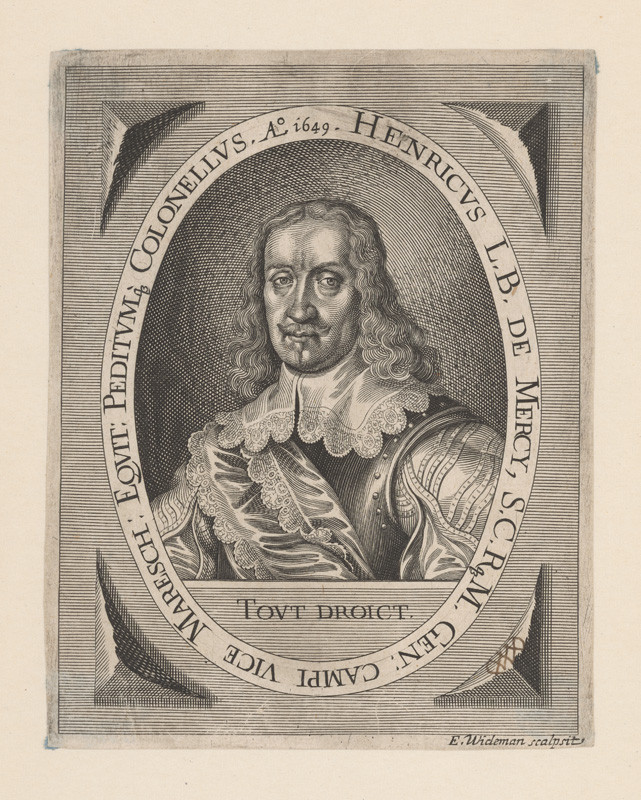
Heinrich von Mercy

## Werke
- László Listi: Magyar Márs, avagy Mohách mezején történt veszedelemnek emlékezete. (Reges Hungariæ ab anno Christi 401 ad annum 1652 Ungaricis rhytmis descripti). Béchbén, 1653